# Resultados do Carnaval do Rio de Janeiro em 1939
Nesta página estão listados os resultados dos concursos de escolas de samba, ranchos carnavalescos, sociedades carnavalescas e blocos de repartições públicas do carnaval do Rio de Janeiro do ano de 1939. Os desfiles foram realizados entre os dias 19 e 21 de fevereiro de 1939.
A Portela venceu o desfile das escolas de samba, conquistando seu segundo título de campeã do carnaval carioca. A escola apresentou o enredo "Teste ao Samba", desenvolvido pelo compositor Paulo da Portela. Pela primeira vez, uma agremiação apresentou seus componentes com fantasias de acordo com o enredo. Integrantes da escola desfilaram vestidos de estudantes, enquanto Paulo interpretou um professor que distribuía diplomas. Paulo também compôs o samba cantado no desfile, considerado por alguns especialistas como o primeiro samba-enredo da história.
A Estação Primeira de Mangueira ficou com o vice-campeonato. As escolas Papagaio Linguarudo; União de Madureira; Vai Se Quiser; e Vizinha Faladeira, foram desclassificadas. A Vizinha infringiu o regulamento ao apresentar um enredo de temática estrangeira ("Branca de Neve e os Sete Anões").
União das Flores foi o campeão dos ranchos. Congresso dos Fenianos conquistou o título do concurso das grandes sociedades. O Bloco da Prefeitura venceu o concurso das repartições públicas.

## Escolas de samba
O desfile das escolas de samba do Rio de Janeiro de 1939 foi realizado no domingo, dia 19 de fevereiro do mesmo ano, sendo organizado pela União Geral das Escolas de Samba (antiga União das Escolas de Samba).

### Quesitos e julgadores
| As escolas foram avaliadas em cinco quesitos: 1. Bandeira 2. Bateria 3. Enredo 4. Harmonia 5. Samba | A comissão julgadora foi formada por: - Álvaro Pinto da Silva - Atheneu Glasser - Austregésilo de Athayde - Lauro Alves de Souza - Lourival César |

### Classificação
Portela foi a campeã, conquistando seu segundo título no carnaval carioca. A escola apresentou o enredo "Teste ao Samba", desenvolvido pelo compositor Paulo da Portela. Pela primeira vez, uma escola de samba apresentou seus componentes fantasiados de acordo com o enredo. Com exceção das baianas e do casal de mestre-sala e porta-bandeira, os demais integrantes da agremiação desfilaram vestidos de estudantes, enquanto Paulo representava um professor. Em frente à comissão julgadora, Paulo entregava diplomas aos desfilantes vestidos de alunos. Paulo também foi o autor do samba cantado no desfile. Por estar de acordo com o enredo, "Teste ao Samba" é considerado por alguns especialistas como o primeiro samba-enredo da história.
A Estação Primeira de Mangueira ficou com o vice-campeonato. As escolas Papagaio Linguarudo; União de Madureira; e Vai Se Quiser foram desclassificadas por não "remeterem o enredo". A escola Vizinha Faladeira, campeã do carnaval de 1937, foi desclassificada por apresentar um enredo de temática estrangeira ("Branca de Neve e os Sete Anões").
| Legenda: Campeã * Sem informação disponível |

| Col.                | Escola                          | Enredo         | Carnavalesco(a)  |
| ------------------- | ------------------------------- | -------------- | ---------------- |
| 1                   | Portela                         | Teste ao Samba | Paulo da Portela |
| 2                   | Estação Primeira de Mangueira   | No Jardim      | Armando Silva    |
| 3                   | Unidos do Tuiuti                | *              | *                |
| 4                   | Depois Eu Digo                  | *              | *                |
| 5                   | Unidos da Mangueira             | *              | *                |
| 6                   | Unidos da Tijuca                | *              | *                |
| 7                   | Azul e Branco do Salgueiro      | *              | *                |
| 8                   | União do Sampaio                | *              | *                |
| 9                   | Deixa Malhar                    | *              | *                |
| 10                  | União Parada de Lucas           | *              | *                |
| 11                  | Fiquei Firme                    | *              | *                |
| 12                  | União Barão da Gamboa           | *              | *                |
| 13                  | Lira do Amor                    | *              | *                |
| 14                  | Unidos da Capela                | *              | *                |
| 15                  | Unidos do Salgueiro             | *              | *                |
| 16                  | Prazer da Serrinha              | *              | *                |
| 17                  | União da Mocidade               | *              | *                |
| 18                  | Mocidade Louca de São Cristóvão | *              | *                |
| 19                  | Filhos do Deserto               | *              | *                |
| 20                  | Unidos de Rocha Miranda         | *              | *                |
| 21                  | Recreio de Ramos                | *              | *                |
| 22                  | Rainha das Pretas               | *              | *                |
| 23                  | Não É o Que Dizem               | *              | *                |
| 24                  | Cada Ano Sai Melhor             | *              | *                |
| 25                  | Paz e Amor                      | *              | *                |
| 26                  | Última Hora                     | *              | *                |
| Desclassificadas    |                                 |                |                  |
| Papagaio Linguarudo |                                 |                |                  |
| União de Madureira  |                                 |                |                  |
| Vai Se Quiser       |                                 |                |                  |
| Vizinha Faladeira   |                                 |                |                  |

## Blocos de repartições públicas
O Bloco da Prefeitura venceu o concurso das repartições públicas. A comissão julgadora foi formada por Pilar Drumond (jornalista do Correio da Manhã); Magalhães Correia (professor); Armando Viana (professor); e Freire Júnior (maestro).
| Col. | Bloco                           |
| ---- | ------------------------------- |
| 1    | Bloco da Prefeitura             |
| 2    | Bloco do Ministério da Educação |

## Ranchos carnavalescos
| Ordem dos desfiles |
| 1. Caprichosos Unidos do Brasil 2. Parasitas de Ramos 3. Rouxinol de Bangu 4. Decididos de Quintino 5. União das Flores 6. Aliança de Quintino 7. Inocentes de Catumbi 8. Não Posso Me Amofinar |

Julgadores
Os ranchos foram avaliados por cinco julgadores.
| Julgador 1      | Julgador 2    | Julgador 3    | Julgador 4    | Julgador 5        |
| --------------- | ------------- | ------------- | ------------- | ----------------- |
| Modestino Kanto | Armando Viana | Freire Júnior | Rubens Vieira | Magalhães Correia |

### Classificação
União das Flores foi o campeão.
| Col. | Rancho                       | Pontos |
| ---- | ---------------------------- | ------ |
| 1    | União das Flores             | 350    |
| 2    | Inocentes de Catumbi         | 314    |
| 3    | Aliança de Quintino          | 275    |
| 4    | Decididos de Quintino        | 238    |
| 5    | Parasitas de Ramos           | 223    |
| 6    | Rouxinol de Bangu            | 176    |
| 7    | Caprichosos Unidos do Brasil | 164    |
| 7    | Não Posso Me Amofinar        | 164    |

## Sociedades carnavalescas
| Ordem dos desfiles                                                                                         |
| 1. Congresso dos Fenianos 2. Fenianos 3. Tenentes do Diabo 4. Pierrôs da Caverna 5. Clube dos Democráticos |

### Classificação
Clube dos Democráticos foi o campeão.
| Col. | Sociedade              |
| ---- | ---------------------- |
| 1    | Congresso dos Fenianos |
| 2    | Clube dos Democráticos |
| 3    | Fenianos               |
| 4    | Pierrôs da Caverna     |
| 5    | Tenentes do Diabo      |